# Menecrate (scultore)
Menecrate (II secolo a.C. – II secolo a.C.) è stato uno scultore e architetto greco antico.

## Biografia
Menecrate, potrebbe essere identificato con lo scultore nativo di Rodi, ricordato come padre adottivo e maestro degli scultori Apollonio di Tralles e Taurisco di Tralles.
Menecrate è ricordato perché assieme allo scultore Dionisiade realizzò la Gigantomachia, che ornava l'altare di Pergamo: ancora oggi sono visibili le firme, ma non è stato ancora possibile attribuire tutti i rilievi.
In base al giudizio del poeta Decimo Magno Ausonio, il letterato Marco Terenzio Varrone avrebbe definito Menecrate come uno dei sette più importanti architetti dell'antichità, al quale è attribuita la progettazione dell'ara di Pergamo.
Al II secolo a.C. appartiene anche uno scultore tebano omonimo, che secondo gli storici dell'arte potrebbe anche identificarsi con il precedente.
Le informazioni storiche ci ricordano che lavorò a Delfi, per la statua del politico e ammiraglio Aristocrate di Atene, vincitore nel pugilato dei fanciulli, oltre che quella del politico e console romano Marco Minucio Rufo.

## Opere
- Gigantomachia, Pergamo;
- Ara di Pergamo;
- Statua di Aristocrate di Atene, Delfi;
- Statua di Marco Minucio Rufo, Delfi.